# Обманка 1
Обманка I — поселок в Лысьвенском городском округе Пермского края России.

## Географическое положение
Поселок расположен в северной части Лысьвенского городского округа в 8 километрах на северо-восток от границ города Лысьва. Поселок получил название по речке Обманка, притоке Вашкора, впадающего в Чусовую. Речка исчезает в известняковой скале и на протяжении 15 километров течет под землей. У её истока и расположен поселок Обманка 1, а у устья — Обманка 2.

## История
По данным местных краеведов до Великой Отечественной войны в Первой Обманке проживало полтора — два десятка человек. Во второй половине 1930-х годов Первая Обманка превратилась в перевалочный пункт, через который из Лысьвы стали поставляться грузы и оборудование на строительство шахты в поселке Обманка 2. В 1965 году в поселке был развернут лесозаготовительный участок Лысьвенского лесхоза. 
С 2004 до 2011 года поселок входил в Лысьвенское городское поселение Лысьвенского муниципального района.

## Население
| 2010 |
| ---- |
| 71   |

Постоянное население составляло 58 человек (57 % русские, татары 33 %) в 2002 году, 58 человек в 2010 году.

## Климат
Климат умеренно-континентальный. Среднегодовая температура воздуха равна: +1,7оС; продолжительность безморозного периода: 165 дней; средняя мощность снегового покрова: 50 см; средняя глубина промерзания почвы: 123 см. Устойчивый снежный покров сохраняется с первой декады ноября по последнюю декаду апреля. Средняя продолжительность снежного покрова 160—170 дней. Средняя из наибольших декадных высот снежного покрова за зиму — 50 см. Средняя максимальная температура самого жаркого месяца: + 24,4оС. Средняя температура самого холодного месяца: — 17,4оС.